# Maksim Zhalmagambetov
Maksim Zhalmagambetov est un footballeur kazakh né le 11 juillet 1983 à Astana.

## Biographie

### Royal Antwerp
Le 31 janvier 2008, avec Sergei Ostapenko, Zhalmagambetov a signé un contrat de deux ans avec le Royal Antwerp FC. L'entraîneur de l'équipe belge a noté que la jeunesse du duo, une expérience internationale et les caractéristiques physiques ont été les motivations principales pour la signature de la paire. Toutefois, l'aventure européenne pour Zhalmagambetov n'était pas particulièrement réussie et il n'a pas participé à un seul match pour les rouges, ne jouant que dans l'équipe réserve. Zhalmagambetov et Sergei Ostapenko rentrèrent vite au Kazakhstan, au milieu du Championnat du Kazakhstan de football D1 2008.